# Викентьев, Илья Владимирович
Илья Владимирович Викентьев (род. 11 ноября 1962) — учёный-геолог, геохимик, лауреат премии имени С. С. Смирнова (2012). Избран членом-корреспондентом РАН 29 мая 2025 года. 

## Биография
Родился [где?] 11 ноября 1962 года
В 1984 году окончил геологический факультет МГУ.
В 1987 году защитил кандидатскую диссертацию на тему «Структурно-геологические образования Тишинского колчеданно-полиметаллического месторождения на Рудном Алтае».
С 1987 года работает в ИГЕМ РАН, пройдя путь от младшего до главного научного сотрудника.
В 2001 году защитил докторскую диссертацию на тему «Условия формирования и метаморфизм колчеданных руд».
С 2001 года по настоящее время — профессор Департамента геологии, горного и нефтегазового дела РУДН, где читает курсы лекций «Основы учения о полезных ископаемых» и «Курс рудных месторождений».

## Научная деятельность
Специалист в области геологии современного и древнего колчеданообразования.
В последние годы работает над следующими проблемами
- генезис колчеданных месторождений Урала;
- формы нахождения благородных металлов в сульфидах и выяснение условий их концентрирования при формировании руд и их преобразовании региональными метаморфическими процессами.

Основные районы исследований — Южный, Средний и Северный Урал (колчеданные и золоторудные месторождения), Рудный Алтай (Восточный Казахстан, колчеданно-полиметаллические месторождения).
Участвовал в 19-м рейсе НИС «Академик Николай Страхов» (драгировки и сейсмические работы разломной зоны Вима, 10°45’ с. ш. САХ) и в 41 рейсе НИС «Академик Мстислав Келдыш» (с погружением аппаратов «Мир» на гидротермальных полях Рейнбоу и Логачев, Срединно-Атлантический хребет).
С 1988 года занимается исследованием Уральской сверхглубокой скважины.
Профессиональные интересы:
- геология колчеданных месторождений;
- минералогия современных и древних колчеданных руд;
- геотермометрия гидротермальных процессов (биминеральная, изотопная и по флюидным включениям);
- геохимия стабильных (S, O, C) и радиогенных (Sr, Pb) изотопов;
- низкотемпературные метаморфические и метасоматические процессы (пренит-пумпеллиитовая, зеленосланцевая фации, аргиллизация) в вулканогенных толщах;
- Au-Ag-Te минералогия и «невидимое» золото в сульфидах.

## Членство в организациях
- учёный секретарь Рудно-минералогической секции Учёного Совета ИГЕМ РАН (1988—2005);
- учёный секретарь Диссертационного совета Д002.122.02 по защите докторских диссертаций при ИГЕМ РАН (1997—2008);
- член четырёх Диссертационных советов — в ИГЕМ РАН, ЦНИГРИ и ВИМСе в системе ВАКа; МГУ (1997—н.в.);
- казначей Российской группы МАГРМ-IAGOD (1997—2003);
- член редколлегии журналов, выпускаемых РАН: «Геология рудных месторождений», «Литология и полезные ископаемые» (2010—н.в.);
- член Экспертного совета по наукам о Земле ВАК РФ (2012—н.в.), зам. председателя данного ЭС (2022—н.в.);
- член бюро Научного совета РАН по проблемам рудообразования (2014—н.в.);
- зам. гл. редактора (с 2015), главный редактор (с 2022) журнала «Геология рудных месторождений».

## Основные публикации
- Викентьев И. В.Новое в минералогии колчеданных месторождений Урала // Вестник Российского университета дружбы народов. Серия: Инженерные исследования. 2009. № 1. С. 17-22.
- Викентьев И. В.Невидимое и микроскопическое золото в пирите: методы исследования и новые данные для колчеданных руд Урала // Геология рудных месторождений. 2015. Т. 57. № 4. С. 267.
- Ярцев Е. И., Еремин Н. И., Викентьев И. В. Субвулканические габбро-порфириты, интрузивные диориты и колчеданное оруденение Джусинского месторождения (Южный Урал) // Доклады Академии наук. 2017. Т. 476. № 2. С. 197—199.

## Награды
- Нагрудный знак Министерства природных ресурсов РФ «Отличник разведки недр» (2009)
- Премия имени С. С. Смирнова (2012) — за цикл работ «Колчеданные месторождения: условия образования и формы нахождения благородных металлов»
- Нагрудный знак Министерства науки и высшего образования РФ «Почетный наставник» (2023)